# Rapidan Camp
Rapidan Camp, znany również jako Camp Hoover, to były wypoczynkowy ośrodek prezydenta Stanów Zjednoczonych. Ośrodek został wybudowany w latach 20. XX wieku stanie Wirginia, na prywatnej parceli będącej w posiadaniu prezydenta Herberta Hoovera. 
Podczas prezydentury Franklina Delano Roosevelta prezydencki ośrodek wypoczynkowy został przeniesiony do Camp David w stanie Maryland, a Rapidan Camp został przekazany w zarządzanie rządowi federalnemu.
Wkrótce potem posiadłość weszła w skład nowo utworzonego Parku Narodowego Shenandoah i przez wiele lat służyła jako ośrodek kempingowy dla organizacji harcerskich oraz urzędników agencji rządowych, stopniowo popadając w ruinę. 7 czerwca 1988 roku Camp Hoover został wpisany na narodową listę zabytków w USA (National Historic Landmark), odrestaurowany do stanu z 1931 roku i udostępniony dla zwiedzających.